# استیون هورویتز
استیون هورویتز (به انگلیسی: Steven Horwitz) (زادهٔ ۷ فوریهٔ ۱۹۶۴ در دیترویت آمریکا  در گذشته ۲۷ جون ۲۰۲۱) اقتصاددان لیبرترین آمریکایی مکتب اتریش است و آثاری همچون تکامل پولی، بانکداری آزاد و نظم اقتصادی و همچنین درباره کنش انسانی و نه طراحی انسان: لیبرالیسم در سنت روشنگری اسکاتلندی را منتشر کرده‌است.

## زندگی
هورویتز در دیترویت میشیگان به دنیا آمد. پدر و مادرش رونالد و کارول هورویتز بودند. در اوک پارک میشیگان بزرگ شد و در سال ۱۹۸۱ از دبیرستان برکلی در برکلی میشیگان فارغ‌التحصیل شد. در سال ۱۹۸۵ با نمره A.B. و ذکر تقدیر از او در رشته اقتصاد و فلسفه از دانشگاه میشیگان فارغ‌التحصیل شد. او در مدت تحصیل در این دانشگاه با گروه‌های دانشجویی لیبرترین متعددی فعالیت و همکاری داشت.
وی کارشناسی ارشد (۱۹۸۷) و دکترایش (۱۹۹۰) در اقتصاد را از دانشگاه جورج میسن ویرجینیا دریافت کرد.
جدای از فعالیت‌های حرفه‌ای او یکی از علاقه‌مندان هاکی و موسیقی کلاسیک راک به ویژه گروه کانادایی راش است و در سال ۲۰۰۳ در یک مقاله آکادمیک دربارهٔ گروه راش، فعالیت‌های حرفه‌ای و سرگرمی‌هایش را تلفیق کرده‌است.

او پس از تحمل یک دوره طولانی بیماری سرطان در ۲۷ ماه ژوئن سال ۲۰۲۱ درگذشت .

## اندیشه‌ها
عمده فعالیت حرفه‌ای هورویتز در حیطه نظریه پول و اقتصاد کلان از دیدگاه مکتب اتریش بوده‌است که بهترین خلاصه آن را می‌توان در کتابش که سال ۲۰۰۰ منتشر کرد دید: پایه‌های خرد و اقتصاد کلان: از دیدگاه اتریشی. او به اقتصاد مکتب اتریش، تاریخ اندیشه اقتصادی و همچنین اندیشه‌های اجتماعی هایک تعلق خاطر دارد. در سالهای اخیر او پژوهش‌هایی دربارهٔ اقتصاد و نظریه اجتماعی خانواده داشته‌است. نامه سرگشاده او با عنوان نامه سرگشاده به دوستان چپگرایم که سپتامبر ۲۰۰۸ منتشر شد به عنوان یک تحلیل لیبرتارینیستی از بحران مالی وسیعا خوانده شده و دست کم به پنج زبان برگردانده شد.
او در این نامه در پاسخ به چپ‌ها که معتقدند بحران مالی نتیجه اقتصاد آزاد و بازار آزاد است می‌گوید:
 تصور کنید که شاید مداخلات دولت، و نه بازارهای آزاد، سبب شده‌اند که منفعت طلبان به سمت فعالیت‌های مضر برای اقتصاد بروند. در نظر داشته باشید که شاید مداخله دولت باعث شده که بانک‌ها و سایر موسسات به سمت ریسک‌هایی بروند که بدون مداخله هرگز نمی‌رفتند. توجه داشته باشید که بانک‌های مرکزی دولتی تنها سازمان‌هایی هستند که می‌توانند در آتش این بحران با اعتبارات زیاده از حد بدمند؛ و فکر کنید که شاید برخی از قوانین بانک‌ها را مجبور ساخته‌اند به سمت وام‌های کم اعتبار رفته و در نتیجه قیمت‌های مسکن را افزایش دهند؛ و در آخر، در نظر داشته باشید که فعالان بخش خصوصی از پذیرش و حمایت چنین قوانین و مداخلاتی کاملاً خرسندند، زیرا که برایشان سودآور است. ما طرفداران بازارهای آزاد در شرایط کنونی دشمنان شما نیستیم. مشکل اصلی در حال حاضر وصلت قدرت میان شرکت‌ها و دولت است. این همان «شرکت مداری» است که ما هردو با آن مخالفیم. من تنها از شما می‌خواهم که از خود بپرسید آیا همین شرکت مداری اساس آشفتگی فعلی را تشکیل نمی‌دهد؟ و اگر بله، پس در قضاوت خود در محکوم کردن بازارهای آزاد و پیشنهاد قوانین و محدودیت‌های بیشتر برای حل بحران تجدید نظر نمایید.
هورویتز خودش را یک لیبرترین خیرخواه می‌نامد و یکی از نویسندگان ثابت وبلاگ لیبرترین‌های خیرخواه است. لیرترین‌های خیرخواه، آزادی‌خواهانی هستند که به دنبال سازگاری آزادی‌های مدنی و اقتصاد آزاد با دغدغه‌های عدالت اجتماعی و رفاه هستند.
هورویتز دربارهٔ جنبش تسخیر وال استریت معتقداست که نکته مهم این جنبش، بازتاب دادن نارضایتی حقیقی از وضعیت کنونی اقتصاد آمریکاست و این چیزی است که همه مردم حتی خود او در آن سهیم و شریک هستند اما معترضان متوجه نیستند که بازتوزیع ثروت چه خطرات و صدامتی به دنبال خواهد داشت. ه گفته او دلیل این اعتراضات فقر است اما کشورهایی که اکنون دچار بیشترین میزان فقرند دقیقاً همان برنامه‌هایی را دنبال کرده‌اند که معترضان جنبش وال استریت به دنبال آن هستند.

## آثار

### کتاب‌ها
دو مورد از آثار هورویتز به فارسی برگردانده است. آثار تألیفی وی به شرح زیر است:
۱_(بنیان های خرد اقتصاد کلان/استیون هورویتز/
ترجمه امیر جوادی/نشر آماره)
۲_(اقتصاد اتریشی/استیون هورویتز/
ترجمه امیرحسین خالقی/نشر آماره)
Monetary Evolution, Free Banking, and Economic Order, (Westview Press, 1992) ISBN 0-8133-8514-8.
'Of Human Action but not Human Design’: Liberalism in the Tradition of the Scottish Enlightenment, 1999 Annual Frank P. Piskor Lecture, (St. Lawrence University, 2000) ASIN: B0006RFQ0G.
Microfoundations and Macroeconomics: An Austrian Perspective, (Routledge, 2000) ISBN 0-415-19762-7. Co-winner of the 2001 Smith Prize in Austrian Economics for the best contribution to Austrian economics published in the previous three years.

### مقاله‌ها
برخی از مقاله‌های مهم هورویتز اینها هستند:
“Beyond Equilibrium Economics: Reflections on the Uniqueness of the Austrian Tradition,” (with Peter J. Boettke and David L. Prychitko), Market Process, 4 (2), Fall 1986, pp. 6–9, 20-25.
“Competitive Currencies, Legal Restrictions, and the Origins of the Fed: Some Evidence from the Panic of 1907,” Southern Economic Journal, 56 (3), January 1990, pp. 639–49.
“Monetary Exchange as an Extra-Linguistic Social Communication Process,” Review of Social Economy, 50 (2), Summer 1992, pp. 193–214.
“Money, Money Prices, and the Socialist Calculation Debate,” Advances in Austrian Economics, 3, 1996, pp. 59–77.
“Capital Theory, Inflation, and Deflation: The Austrians and Monetary Disequilibrium Theory Compared,” Journal of the History of
Economic Thought, 18 (2), Fall 1996, pp. 287–308.
“Monetary Calculation and Mises’s Critique of Planning,” History of Political Economy, 30 (3), Fall 1998, pp. 427–50.
“From The Sensory Order to the Liberal Order: Hayek’s Non-rationalist Liberalism,” Review of Austrian Economics, 13 (1), March 2000, pp. 23–40.
“From Smith to Menger to Hayek: Liberalism in the Spontaneous Order Tradition,” The Independent Review, 6 (1), Summer 2001, pp 81–97.
“The Costs of Inflation Revisited,” Review of Austrian Economics, 16 (1), March 2003, pp. 77–95.
“The Functions of the Family in the Great Society,” Cambridge Journal of Economics, 29 (5), September 2005, pp. 669–84.
“Heterogeneous Human Capital, Uncertainty, and the Structure of Plans: A Market Process Approach to Marriage and Divorce” (with Peter Lewin), Review of Austrian Economics, 21 (1), March 2008, pp. 1–21.
“Making Hurricane Response More Effective: Lessons from the Private Sector and the Coast Guard During Katrina” Policy Comment #17, Mercatus Center, Washington, DC, March 19, 2008.